# ميلاجرد
ميلاجرد (بالفارسية: میلاجرد) هي مدينة تقع في إيران في Milajerd District. يقدر عدد سكانها بـ 8,928 نسمة .